# Kalamad, Ramdurg
Kalamad là một làng thuộc tehsil Ramdurg, huyện Belgaum, bang Karnataka, Ấn Độ.